# Handball-Vierländerturnier im Vereinigten Königreich 2008
Das Handball-Vierländerturnier im Vereinigten Königreich 2008 (englisch Women's Four Nations Handball Tournament) war ein Handballturnier in Sheffield, Vereinigtes Königreich.
Für die lettische Mannschaft war das Turnier eine Vorbereitung für die Qualifikation für die Handball-Weltmeisterschaft der Frauen 2009.

## Tabelle
| Pl.                     | Land                   | Sp. | S | U | N | Tore    | Diff. | Punkte |
| ----------------------- | ---------------------- | --- | - | - | - | ------- | ----- | ------ |
| 1.                      | Vereinigtes Königreich | 3   | 2 | 0 | 1 | 062:490 | +13   | 4      |
| 2.                      | Färöer                 | 3   | 2 | 0 | 1 | 061:480 | +13   | 4      |
| 3.                      | Lettland               | 3   | 2 | 0 | 1 | 065:670 | −2    | 4      |
| 4.                      | Türkei U21             | 3   | 0 | 0 | 3 | 044:680 | −24   | 0      |
| Stand: 18. Oktober 2008 |                        |     |   |   |   |         |       |        |

- Die ersten drei Mannschaften je 4 Punkte, daher Direktvergleich:
  - GBR: +4
  - FRO: −1
  - LVA: −3

## Spiele
| Donnerstag, 16. Oktober 2008 14:00 Uhr | Lettland               | 23:21   | Färöer                  | English Institute of Sport, Sheffield |
| Donnerstag, 16. Oktober 2008 14:00 Uhr | meiste Tore: Ekkerte 7 | (15:12) | meiste Tore: Petersen 6 | English Institute of Sport, Sheffield |
| Donnerstag, 16. Oktober 2008 14:00 Uhr | [ 4 ] [ 5 ]            |         |                         | English Institute of Sport, Sheffield |

| Donnerstag, 16. Oktober 2008 18:30 Uhr | Vereinigtes Königreich   | 22:13 | Türkei U21            | English Institute of Sport, Sheffield |
| Donnerstag, 16. Oktober 2008 18:30 Uhr | meiste Tore: Skovgaard 5 |       | meiste Tore: Hoşgör 5 | English Institute of Sport, Sheffield |
| Donnerstag, 16. Oktober 2008 18:30 Uhr | [ 6 ]                    |       |                       | English Institute of Sport, Sheffield |

| Freitag, 17. Oktober 2008 14:00 Uhr | Färöer                  | 24:10  | Türkei U21            | English Institute of Sport, Sheffield |
| Freitag, 17. Oktober 2008 14:00 Uhr | meiste Tore: Petersen 9 | (10:5) | meiste Tore: Hoşgör 7 | English Institute of Sport, Sheffield |
| Freitag, 17. Oktober 2008 14:00 Uhr | [ 7 ]                   |        |                       | English Institute of Sport, Sheffield |

| Freitag, 17. Oktober 2008 18:30 Uhr | Vereinigtes Königreich | 25:20 | Lettland             | English Institute of Sport, Sheffield |
| Freitag, 17. Oktober 2008 18:30 Uhr | meiste Tore: Sposi 6   | (8:8) | meiste Tore: Asare 6 | English Institute of Sport, Sheffield |
| Freitag, 17. Oktober 2008 18:30 Uhr | [ 8 ] [ 9 ]            |       |                      | English Institute of Sport, Sheffield |

| Samstag, 18. Oktober 2008 14:00 Uhr | Türkei U21            | 21:22  | Lettland             | English Institute of Sport, Sheffield |
| Samstag, 18. Oktober 2008 14:00 Uhr | meiste Tore: Arslan 6 | (9:11) | meiste Tore: Asare 9 | English Institute of Sport, Sheffield |
| Samstag, 18. Oktober 2008 14:00 Uhr | [ 10 ] [ 11 ]         |        |                      | English Institute of Sport, Sheffield |

| Samstag, 18. Oktober 2008 18:30 Uhr | Färöer                  | 16:15 | Vereinigtes Königreich | English Institute of Sport, Sheffield |
| Samstag, 18. Oktober 2008 18:30 Uhr | meiste Tore: Petersen 8 | (8:8) | meiste Tore: Sposi 5   | English Institute of Sport, Sheffield |
| Samstag, 18. Oktober 2008 18:30 Uhr | [ 12 ]                  |       |                        | English Institute of Sport, Sheffield |